# Fascia spermatica esterna
La fascia spermatica esterna, detta anche intercrurale o intercolonnare o cremasterica è una sottile membrana, prolungata verso il basso attorno alla superficie dei funicoli e dei testicoli. È separata dalla fascia di Dartos da tessuto connettivo lasso.
Deriva dall'aponeurosi del muscolo obliquo esterno dell'addome.